# Ranunculus weberbaueri
Ranunculus weberbaueri (rima rima) es una especie de hierba perenne de la familia Ranunculaceae, endémica del Perú. Está categorizada desde el 2019, a partir de una evaluación el año anterior, en la Lista Roja de la Unión Internacional para la Conservación de la Naturaleza (UICN) como una especie en peligro de extinción.

## Descripción
Ranunculus weberbaueri es una hierba perenne con las hojas basales que varían de 10-30 cm (3.9–11.8 pulgadas) de longitud que crece en grupos de 3-5.  Las hojas son pecioladas, de color verde intenso, palmatihendida de bordes dentado y haz glabro. Sus flores son grandes, rojas y vistosas, pueden crecer hasta 5 cm (2 pulgadas) de diámetro.

## Distribución y hábitat
La especie se ha reportado en los departamentos de Áncash, Huánuco y San Martín, entre los 3400 y 5000 m s.n.m. Se había reportado en Junín pero al parecer fue un error de identificación.
R. weberbaueri requiere zonas de sombra y húmedas por lo que se encuentra creciendo principalmente en las áreas rocosas conocidas como “vegetación de rocallas” y entre pastizales, en donde a menudo forma colonias. La mayor parte de la población de la especie se encuentra dentro del Parque nacional Huascarán.

## Taxonomía
Ranunculus weberbaueri fue descrita por Alicia Lourteig y publicado en Memoria de la Fundación La Salle de Ciencias Naturales 16: 168 en 1956.
Etimología
Ver: Ranunculus
weberbaueri epíteto otorgado en honor al botánico  August Weberbauer.

## Importancia cultural
Anteriormente, cuando no se encontraba en peligro de extinción, era usada ornamentalmente por las mujeres como adorno en sus sombreros. Otro uso conocido es el mágico, de acuerdo a la antropóloga Doris Walter:

A los niños que tardan en hablar, se les toca la flor tres veces en la boca, diciendo “rima rima rima”. Y poco después se ponen a hablar. El número 3 nos indica que es una práctica mágica. Pero como en todo lo que es mágico, siempre hay cierto peligro: en el caso del rima rima, el peligro es que el niño, cuando crezca, se vuelva wasalima, o sea chismoso, hipócrita y rajador.
Algunos aportes a la etnobotánica en la Cordillera Blanca (Sierra de Áncash) (2017, 161).

## Estado de conservación
A partir de una evaluación el año 2018, se ha incluido en la Lista Roja de la Unión Internacional para la Conservación de la Naturaleza (UICN) como una especie en peligro de extinción. No hay datos sobre el tamaño y las tendencias de la población de esta especie, pero se considera una especie rara. La mayor parte de su población se encuentra en parches pequeños y aislados, en áreas rocosas con poco o ningún intercambio de individuos entre ellos, lo que define a su población como severamente fragmentada. Hay una disminución continua en el número de individuos maduros.

## Nombre común
- Rima rima[9]